# Ciudanovița
Ciudanovița (en hongrois : Csudafalva ; en serbe : Čudanovica) est une commune du județ de Caraș-Severin en Roumanie. 
Au fil des siècles, l'orthographe de la localité ont varié : 1459 Chwdafalwa, 1538 : Chudanowycza, 1690-1700 : Csudanovecz, 1717 : Schudanoviz, 1737 : Tschudanovitz, 1808 : Csudanovecz, 1913 : Csudafalva, 1909 : Csudanovecz, 1919 : Ciudanovița.